# Igor Markevitch

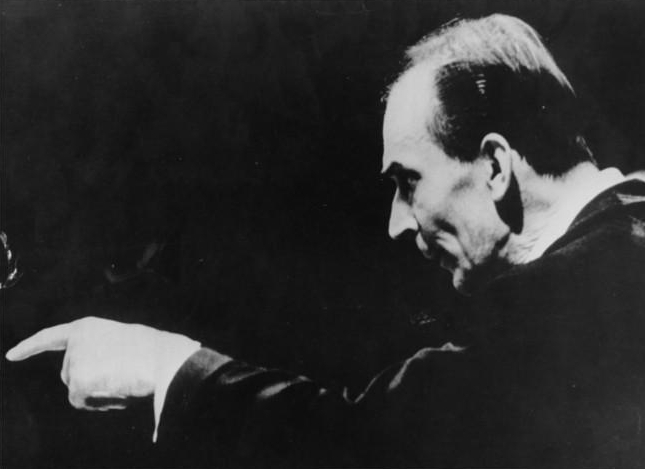
Igor Markevitch

Igor Markevitch (russ. Игорь Борисович Маркевич, Igor Borissowitsch Markewitsch, ukrainisch Ігор Маркевич, Ihor Markewytsch; * 14.jul. / 27. Juli 1912greg. in Kiew; † 7. März 1983 in Antibes) war ein italienischer und französischer Komponist und Dirigent russisch-ukrainischer Herkunft.

## Leben
Die Familie von Markevitch übersiedelte 1914 nach Frankreich, später nach Vevey in die Schweiz. Markevitch studierte Klavier und Komposition am Conservatoire de Lausanne und war Schüler von Alfred Cortot, Vittorio Rieti und Nadia Boulanger an der École Normale de Musique de Paris. Bekannt wurde er durch ein Klavierkonzert, das er 1929 im Auftrag Djagilews komponierte. In den 1930er Jahren war er einer der führenden russischen Komponisten in Frankreich. 1936 heiratete er in erster Ehe Kyra, die Tochter des Tänzers Vaslav Nijinsky. Seit 1940 lebte er in Italien, wo er sich 1942 der Widerstandsbewegung Resistenza anschloss. 1946 erhielt er die italienische Staatsbürgerschaft.
Nach dem Zweiten Weltkrieg begann er eine Karriere als internationaler Dirigent. Er war Schüler von Hermann Scherchen. Zunächst war er als Operndirigent tätig beim Maggio Musicale Fiorentino (Maifestspiele Florenz), doch ab Ende der 1940er Jahre betätigte er sich vornehmlich als Gastdirigent in den internationalen Konzertsälen. Plattenaufnahmen machte er in den 1950er Jahren mit den Berliner Philharmonikern für die Deutsche Grammophon (Mozart, Schubert, Berwald, Wagner). Von 1952 bis 1954 war er Chefdirigent des Königlich Philharmonischen Orchesters Stockholm. Von 1956 bis 1960 war er Chefdirigent des Orchestre symphonique de Montréal. Von 1957 bis 1958 leitete er das Philharmonische Orchester Havanna. Von 1957 bis 1961 übernahm er als Chefdirigent das Orchestre Lamoureux in Paris. Mit dieser Formation entstanden ebenfalls herausragende Aufnahmen (Beethoven: Pastorale; Berlioz: La damnation de Faust und Jeux d’enfants; Mozart: Krönungsmesse; Debussy: La Mer u. a.). In den USA dirigierte er häufig das Symphony of the Air Orchestra (New York), welches früher als NBC Symphony Orchestra eng mit Toscanini zusammengearbeitet hatte. Hier entstanden ebenfalls bedeutsame Produktionen: Beethovens Eroica und die 1. Symphonie von Johannes Brahms). Für Philips nahm Markevitch in den 1960er Jahren in der UdSSR Platten auf, u. a. die Alt-Rhapsodie von Brahms und Kodálys Psalmus Hungaricus. Die Aufnahmen wurden von der Deutsche Grammophon unter dem Titel Igor Markevitch: Un véritable artiste wieder veröffentlicht. Von 1965 bis 1969 war er Chefdirigent des Rundfunkorchesters Madrid und von 1968 bis 1973 leitete er das Orchestre Philharmonique de Monte Carlo und war Dirigent an der Opéra de Monaco. 1973 übernahm er die Leitung des Orchesters der Accademia Nazionale di Santa Cecilia.
Markevitch lehrte von 1947 bis 1953 am Mozarteum in Salzburg und von 1955 bis 1956 in Mexiko; zu seinen Schülern zählen die Dirigenten Wolfgang Sawallisch, Herbert Blomstedt, Milan Horvat, Daniel Barenboim, Dieter Kober und der deutsch-amerikanische Dirigierpädagoge Otto-Werner Mueller. Außerdem bekleidete er einen Lehrstuhl am Moskauer Konservatorium. 1952 initiierte er gemeinsam mit Denis de Rougemont die Gründung der European Festivals Association. 1968 war er Juror bei der Dimitri Mitropoulos International Music Competition in New York.
1983 wurde er mit dem Arthur-Nikisch-Preis ausgezeichnet.
Markevitch komponierte eine Sinfonietta, ein Klavierkonzert und weitere Orchesterstücke, kammermusikalische Werke, Chorwerke und Klavierstücke. Seine Werke wurden u. a. von Hans Rosbaud aufgeführt. Sein Sohn Oleg (* 1956) wurde ebenfalls Dirigent.
Seine Grabstätte befindet sich auf dem Cimetière des Semboules in Antibes.

## Werke
- Noces, Suite, 1925
- Sinfonietta, 1928–29
- Klavierkonzert, 1929
- Kantate für Sopran, Männerchor und Orchester (Text von Jean Cocteau), 1929–30
- Concerto Grosso, 1930
- Cinéma-Ouvertüre, 1931
- Rébus, Ballett, 1931
- Partita, für Klavier und Kammerorchester, 1931
- Sérénade, für drei Instrumente, 1931
- Galopp für acht oder neun Spieler, 1932
- L'Envol d'Icare, Ballett, 1932
- Hymnes, 1932–33
- Psalm für Sopran, Frauenchor und Orchester, 1933
- Petite Suite d'après Schumann, 1933
- Le Paradis Perdu, Oratorium nach John Milton, 1934–35
- Trois Poèmes, 1935
- Hymne à la Mort, 1936
- Cantique d'Amour, 1936
- Le Nouvel Âge, Sinfonia concertante für Orchester und zwei Klaviere, 1937
- La Taille de l'Homme, für 12 Instrumente and Sopran, 1938–39
- Stefan le Poète: Impressions d'enfance, 1939–40
- Lorenzo il Magnifico, Sinfonia concertante für Sopran und Orchester, 1940
- Variations, Fugue et Envoi auf ein  Thema von Händel, 1941

## Schriften
- Igor Markevitch: Die Sinfonien von Ludwig van Beethoven. Historische, analytische und praktische Studien. Edition Peters, Leipzig 1983.

## Belege
1. ↑  Johann von Rhein: Dieter Kober, langjähriger Dirigent des Chicago Chamber Orchestra, stirbt im Alter von 95 Jahren. In: Chicago Tribune vom 7. Oktober 2015. Online Ressource. Abgerufen am 18. Februar 2022
2. ↑  https://www.ottowernermueller.com/
3. ↑  Das erstaunliche Schicksal von Igor Markevitch, Begleitheft zur Ausstellung 2012 im Schloss Chillon

| Personendaten    | Personendaten                                              |
| ---------------- | ---------------------------------------------------------- |
| NAME             | Markevitch, Igor                                           |
| ALTERNATIVNAMEN  | Маркевич, Игорь Борисович; Markewitsch, Igor Borissowitsch |
| KURZBESCHREIBUNG | italienischer Komponist und Dirigent ukrainischer Herkunft |
| GEBURTSDATUM     | 27. Juli 1912                                              |
| GEBURTSORT       | Kiew                                                       |
| STERBEDATUM      | 7. März 1983                                               |
| STERBEORT        | Antibes                                                    |